# NGC 6737
NGC 6737 ist ein Asterismus im Sternbild Schütze, eine scheinbare Konzentration von Sternen am Himmel, die früher als Sternhaufen klassifiziert war. NGC 6737 hat eine Helligkeit von 8,3 mag und eine Winkelausdehnung von 8 × 8 Bogenminuten.
Das Objekt wurde am 14. Juli 1830 von John Herschel entdeckt.